# Ахмед, Хабиб
Хабиб Ахмед (англ. Habib Ahmed) — ганский боксер-профессионал выступающий во втором среднем весе. Чемпион Ганы во втором среднем весе (2012), чемпион Африки во втором среднем весе по версии WBO (2017) и претендент на титул чемпиона мира втором среднем весе по версии WBO (2018).

## Карьера
Хабиб Ахмед дебютировал на профессиональном ринге 5 августа 2011 года нокаутировав своего соотечественника Давида Окая. 21 сентября 2012 года провёл свой первый титульный поединок против Джорджа Бамсона победив того единодушным судейским решением и завоевав титул чемпиона Ганы во втором среднем весе. 17 марта 2017 года в поединке со своим соотечественником выиграл вакантный титул чемпиона Африки по версии WBO.
22 марта 2018 года на ринге встретились два непобеждённых ранее боксёра Хабиб Ахмед, у которого на тот момент было 25 побед и мексиканец Хильберто Рамирес — действующий чемпион мира по версии WBO, у которого было 36 побед, на кону стоял титул принадлежащий Рамиресу. Бой продлился 6 раундов и завершился победой мексеканского спортсмена техническим нокаутом. 

## Список профессиональных боев
| Бой | Дата            | Соперник                 | Место проведения   | Результат | Примечания                                                      |
| --- | --------------- | ------------------------ | ------------------ | --------- | --------------------------------------------------------------- |
| 28  | 26 октября 2018 | Сандей Аджува (13-4)     | Лагос, Нигерия     | TKO2 (8)  |                                                                 |
| 27  | 3 февраля 2018  | Хильберто Рамирес (36-0) | Корпус-Кристи, США | TKO6 (12) | Бой за титул чемпиона мира по версии WBO (3-я защита Рамиреса). |